# Minka Krofta
Minka Krofta, slovenska aktivistka ženskega gibanja, založnica in mecenka, * 3. september 1888, Ljubljana, † 15. september 1954, Ljubljana.
Bila je predsednica prve slovenske ženske založbe Belo-modra knjižnica.

## Življenje in delo
Minka Krofta se je rodila očetu veletrgovcu Ivanu Jelačinu in materi Minki, eni izmed prvih članic Slovenskega splošnega ženskega društva. Poročila se je z bančnikom Hanušem Krofto in pot uspešno nadaljevala v istem društvu kot njena mati ter se ob tem v drugih funkcijah udeleževala pomembnih srečanj, med drugimi leta 1929 kongresa Narodne ženske zveze v Splitu. Društvu je predlagala ustanovitev gospodinjskega časopisa, kasneje preimenovanega Gospodinja. Od leta 1935 je bila članica sekcije Jugoslovanske ženske zveze za Dravsko banovino, leto pozneje pa je predavala o kmečki ženski na kongresu Mednarodne ženske zveze v Dubrovniku. Skupaj z Anico Gogala in Minko Gašperlin je bila v finančni komisiji Jugoslovanske ženske zveze. 
Bila je botra številnim otrokom iz revnih družin, ki so se vsako leto zbrali v njenem razkošnem stanovanju nad Kreditno banko nasproti hotela Slon. Njena ljubezen do mladih in skrb zanje sta bili razlog za željo po ustanovitvi mladinske knjižnice in čitalnice, ki je zaživela leta 1935 v prostorih, kjer je od leta 1901 že delovalo Telesno in kulturno društvo Atena. Društvu, ki je bilo ustanovljeno za pospeševanje športne dejavnosti med slovenskimi dekleti, je v obdobju med obema vojnama predsedovala Minka Krofta. Znotraj Prosvetnega odseka tega društva se je oblikovala založba Belo-modra knjižnica, ki je delovala med letoma 1927 in 1941. V njej so poleg tajnice Maje Jezernik sodelovale še Minka Bahovec, Elenora Kernc, Minka Gašperlin in druge odbornice Telesno-kulturnega društva Atena ter profesorice Marja Boršnik, Silva Trdina, Milena Mohorič in Erna Muster. Objavljala je dela pisateljic, ki so jih drugi založniki zavrnili, ter slovensko otroško in mladinsko literaturo. Velik odziv v javnosti je doživelo Izbrano delo Zofke Kveder in izdaje prvencev avtoric, ki svojih del niso mogle objaviti v drugih založbah. Minka Krofta si je kot predsednica založbe Belo-modra knjižnica prizadevala kupiti revijo Ženski svet, kar pa ji ni uspelo. 
Veliko pozornosti je namenila umetnosti. Njeno mecenstvo se je ohranilo v drami Ivana Mraka Slepi prerok. Predstavi jo kot malomeščanko Minko Banka, ki umetnosti ne razume, dobrodelnost pa izrablja le za lastno promocijo. 
Minka Krofta je bila ob Veri Adlešič najbolj aktivna ženska predstavnica v vodstvu slovenskega Rdečega križa. Zaradi pomoči, ki jo je pošiljala partizanom, so jo Italijani odpeljali v taborišče v Italiji. Nasvetom sorodnikov, naj se vrne domov po kapitulaciji Italije, ni prisluhnila takoj ter nadaljevala z delom za slovenski Rdeči križ tudi pod nemško okupacijo. Zaradi sodelovanja z Osvobodilno fronto je bila 11. septembra 1944 s tridesetimi drugimi aretirana in internirana v Ravensbrück in Mauthausen. Po vrnitvi iz taborišča je bilo njeno zdravje uničeno, k čemur so pripomogli še dogodki po vojni, med drugim odvzem premoženja, moževa smrt leta 1948 in emigracija sina Miloša z družino v Ameriko. Pred vojno je družina Krofta živela nad Kreditno banko nasproti hotela Slon v Ljubljani, po vojni pa v Kolizeju.
Po vojni je dobivala invalidsko pokojnino, kar ji je zamerila Angela Vode in ji v delu Skriti spomin očitala protikomunistično delovanje.
Zadnja leta po kapi je preživela na invalidskem vozičku do svoje smrti v 66. letu starosti.  